# 17 Armia (III Rzesza)
17 Armia (niem. 17. Armee) – jedna z niemieckich armii, uczestniczyła w ataku na Związek Radziecki, w większości zniszczona w rejonie Sewastopola.
Utworzona została 20 grudnia 1940 roku w Pile w II Okręgu Wojskowym. W dniu 22 czerwca 1941 roku dowodzona przez gen. Carla-Heinricha von Stülpnagela razem z pozostałymi armiami Wehrmachtu dokonała ataku na Związek Radziecki.  W sierpniu i wrześniu 1942 roku oznaczana też jako Grupa Armijna Ruoff. Armia została zniszczona w lipcu 1944 na Krymie, jednak udało się ją sformować ponownie i w składzie Grupy Armii Północna Ukraina wysłać do walki przeciw Armii Czerwonej. Przez cały okres swego istnienia 17 Armia walczyła na froncie wschodnim przeciwko Armii Czerwonej. Skapitulowała w maju 1945 roku. Przez znaczny okres swego istnienia podlegała Grupie Armii A.

## Dowódcy armii
- gen. piechoty Carl-Heinrich von Stülpnagel (do listopada 1941)
- gen. płk Hermann Hoth (do kwietnia 1942)
- gen. płk Hans von Salmuth (do czerwca 1942)
- gen. płk Richard Ruoff (do czerwca 1943)
- gen. płk Erwin Jaenecke (do 1 marca 1944)
- marszałek Ferdinand Schörner (do 31 marca 1944)
- gen. płk Erwin Jaenecke (do kwietnia 1944)
- gen. piechoty Karl Allmendinger (do lipca 1944)
- gen. piechoty Friedrich Schulz (do marca 1945)
- gen. piechoty Wilhelm Hasse (do kapitulacji w maju 1945)[5]

## Struktura organizacyjna
Skład 22 czerwca 1941:
- IV Korpus Armijny
- XXXXIX Korpus Górski
- LII Korpus Armijny
- 97 Dywizja Piechoty Lekkiej
- 100 Dywizja Piechoty Lekkiej

Skład w sierpniu 1942 (17 A jako Grupa Armijna Ruoff):
- V Korpus Armijny
- 3 Armia (rumuńska)

Skład w grudniu 1943:
- V Korpus Armijny
- XXXXIX Korpus Armijny

Skład w sierpniu 1944:
- LIX Korpus Piechoty
- XI Korpus SS

Skład w marcu 1945:
- VIII Korpus Armijny
- XVII Korpus Armijny
- XXXIX Korpus Pancerny
- XXXXVIII Korpus Pancerny
- LVII Korpus Pancerny

Skład w maju 1945:
- VIII Korpus Armijny
- XVII Korpus Armijny
- XXXX Korpus Armijny

## Przynależność organizacyjna
- Grupa Armii B (styczeń 1941 – kwiecień 1941)
- Grupa Armii A (maj 1941)
- Grupa Armii Południe (czerwiec 1941 – lipiec 1942)
- Grupa Armii A (sierpień 1942 – marzec 1944)
- Grupa Armii Południowa Ukraina (kwiecień 1944 – lipiec 1944)
- Grupa Armii Północna Ukraina (sierpień 1944 – wrzesień 1944)
- Grupa Armii A (październik 1944 – styczeń 1945)
- Grupa Armii Środek (luty 1945 – maj 1945)